# APOP Kinyras Peyias
El Athlītikos Podosfairikos Omilos Pegeias Kinyras o APOP Kinyras Peyias (grec: Α.Π.Ο.Π - Αθλητικός Ποδοσφαιρικός Ομιλος Πέγειας Κινύρας, Athlitikos Podosfairikos Omilos Pegeias Kinyras, "Atlètic Futbol Club Peyia Kinyras") és un club de futbol xipriota de la ciutat de Peyia.
El club va néixer l'any 2003 per la fusió de APOP Peyias FC i Kinyras Empas FC. L'any 2009 assolí el seu major èxit, la copa de Xipre. L'estiu de 2012 es va dissoldre per problemes econòmics.

## Palmarès
- Copa xipriota de futbol: 
  - 2008-09

- Segona divisió xipriota de futbol: 
  - 2004-05, 2006-07

- Tercera divisió xipriota de futbol: 
  - 2003-04